# Henri Lallemand
Pour les articles homonymes, voir Lallemand.
Henri Lallemand est un peintre belge né à Bruxelles le 13 août 1809 et mort à Anderlecht le 18 août 1892.

## Carrière
Henri Lallemand a principalement peint des vues de villes de Belgique, où il résidait (e.a. Bruxelles, Anvers, Gand, Mons et Hal), et de France, où il séjourna (e.a. Paris, Rouen), ainsi que quelques intérieurs. Ses œuvres constituent de précieux témoignages sur des quartiers de Bruxelles aujourd'hui disparus : le bassin Sainte-Catherine, comblé en plusieurs étapes dès 1850, puis en 1878-1911, et l'ancienne église Sainte-Catherine, démolie en 1893.
Il exposa notamment à Bruxelles et à Anvers. Henri de Coene a peint son portrait.

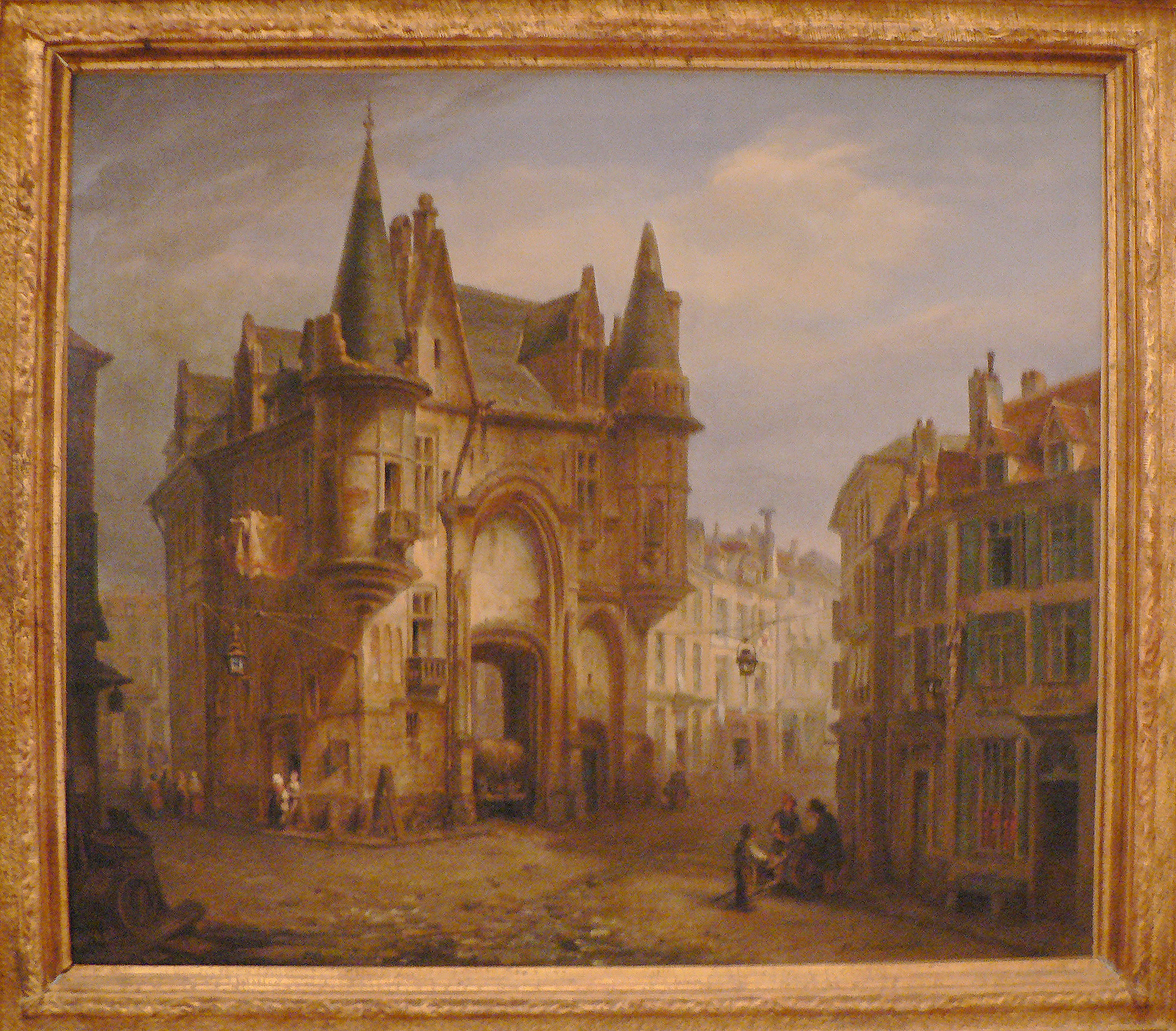
Hôtel de Sens, 1839.

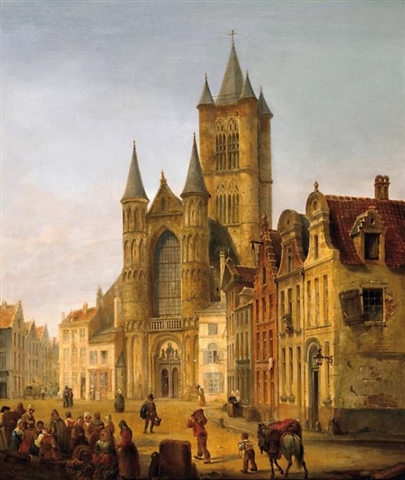
Gand : vue de l'église Saint-Nicolas au cœur de la vieille ville, collection privée

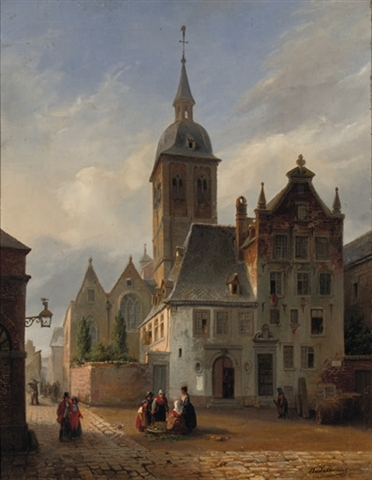
Place de l'église

## Œuvres
Au Musée royal d'art moderne à Bruxelles (Musées royaux des beaux-arts de Belgique) :
- Ancien bassin Sainte-Catherine à Bruxelles, Huile sur toile, 116x183 cm, 1839
au début du XXe siècle, ce tableau n'était pas exposé au public, mais décorait un local de l'administration (Musée ancien) [4]

À la Maison d'Érasme (Centre international d'Humanisme) à Anderlecht :
- Collégiale Saints-Pierre-et-Guidon à Anderlecht, Huile sur toile, 81x101 cm, non daté

À la commune d'Anderlecht :
- Vue intérieure de l'église Saints-Pierre-et-Guidon, huile sur toile.

Au Musée de Sens :
- Vue de Paris, Hôtel de Sens, 1839.

Œuvres exposées à Bruxelles en 1942 :
- Vue prise à Anvers
- Vue prise à Hal

Œuvres figurant à l'exposition centennale de l'Académie de Bruxelles (1900)
- Intérieur de l'église d'Anderlecht (collégiale Saints-Pierre-et-Guidon)

Collections privées
- Vue de Mons (1842)[5]
- Ruelle animée[6]
- Gand : vue de l'église Saint-Nicolas au cœur de la vieille ville[note 1]
- Place de l'église (non localisé)